# Jamila Gordon
Jamila Gordon es una emprendedora australiana somalí.Directora ejecutiva y fundadora de una empresa SaaS australiana que aplica IA y Blockchain a los canales de suministro de alimentos. Después de escapar de la guerra civil de Somalia a la edad de dieciocho años, fue una persona desplazada en Kenia antes de mudarse a Australia, donde recibió un título en TI de la Universidad La Trobe. Gordon trabajó como CIO en Qantas y Leighton Holdings/CIMIC, y como ejecutiva en IBM . Posteriormente, fue nombrada ganadora global de Microsoft en el International Women's Entrepreneurship Challenge 2018, Innovadora del año de Australia y Nueva Zelanda en los premios Women in AI Awards 2020, NSW Pearcey Entrepreneur of the Year 2021.

## Biografía
Jamila Gordon nació en una familia nómada en el interior de Somalia y se crio en un pequeño pueblo como una de los 16 hijos. Como la hija mayor, se esperaba que desempeñará un papel clave en el manejo del hogar familiar desde los cinco años, y estas responsabilidades tenían prioridad sobre su educación. Su familia se mudó a Mogadiscio cuando ella tenía 11 años para evitar una sequía. Una vez que estalló la guerra civil, se convirtió en una persona desplazada en Kenia. Allí, Gordon conoció a un mochilero australiano, que la ayudó a mudarse a Australia. Después de llegar Australia, Gordon estudió cursos de inglés en TAFE NSW  y se matriculó en contabilidad en la Universidad La Trobe en Melbourne. Cambió su especialización a ingeniería de software después de una asignatura optativa de programación y finalmente se graduó con una licenciatura en Negocios y Tecnología de la Información en 1995.
Gordon es una defensora de la diversidad y la inclusión de las mujeres en STEM, y está ayudando a refugiados de diversos orígenes a tener éxito en Australia. Gordon cita sus experiencias en el trabajo infantil como factor impulsor de su trabajo empresarial socialmente responsable a través de la tecnología. En esta capacidad, anteriormente se ha ofrecido como miembro de la junta directiva de las organizaciones sociales como CareerSeekers y CareerTrackers. También es embajadora mundial en la Fundación IWEC y es miembro del Consejo Asesor de Questacon .

## Trayectoria profesional
Durante sus estudios en la universidad, Gordon trabajó como lavaplatos y ayudante de cocina en un restaurante japonés local. Después de graduarse,Gordon trabajó en el desarrollo de software y, posteriormente, en la gestión de proyectos. Continuó su trabajo en software para British Gas y, posteriormente, en Emirates Airlines. Más tarde fue contratada por Deloitte, y después de eso, como gerente sénior de proyectos en IBM. En 2001, IBM la trasladó a Europa, donde trabajó en ciudades de varios países donde lideró implementaciones globales en clientes de IBM, incluidos Solectron, AXA Insurance y ABN AMRO Bank . En 2007, fue contratada como directora de información para Qantas airways y luego para Leighton Holdings/CIMIC .

### Lumachain
En abril de 2018, Gordon fundó Lumachain, una empresa que proporciona un software de visión artificial y cadena de bloques para la industria cárnica, con 3,5 millones de dólares en financiación inicial, en una ronda liderada por el fondo de capital de riesgo CSIRO (Main Sequence Ventures).
Su objetivo es agregar transparencia a las cadenas mundiales de suministro de alimentos y proporcionar un registro auditable para probar si un artículo proviene de fuentes éticamente responsables, si las condiciones laborales son dignas, si cumplen con el código de salud. En 2019, la empresa se asoció con Microsoft, JBS SA y CSIRO para realizar pruebas a gran escala.

## Premios
- 2009 Premio a la alumna distinguida de la Universidad La Trobe.[20]
- 2018 Galardonada con el premio global Microsoft International Women Entrepreneurship Challenge (IWEC).[3]
- 2020 NSW Premio Pearcey a la empresaria del año, Fundación Pearcey.[5]
- 2021 Innovadora del año de Australia y Nueva Zelanda, Premios Mujeres en Inteligencia Artificial.[4]
- 2021 BBC 100 Mujeres[21]